# State University of New York Press
State University of New York Press (сокр. SUNY Press) — американское университетское книжное издательство, входящее в состав Университета штата Нью-Йорк. Расположено в городе Олбани, штат Нью-Йорк. Основано в 1966 году. Занимается публикацией научных работ в самых различных областях знаний. Публикует около 160—180 книг в год и является одним из крупнейших университетских книжных издательств в США.